# マレク・アワブ
マレク・アワブ（Malek Awab、1961年1月11日 - ）は、シンガポールの元サッカー選手。元シンガポール代表。ポジションはMF。
シンガポール代表として121試合に出場し、同国の歴代最多出場記録を作った。その後、アイデ・イスカンダルがこの記録に並んだが、ダニエル・ベネットに記録を更新された。

## クラブ歴
シンガポールFAの中盤として主に活躍した選手である。90分間走り、相手のプレイヤーの進路を塞ぎ、相手陣内に切り込むスタイルであった。
ナショナル・フットボール・リーグ・ディヴィジョン1のファレル・パークでサッカー選手となった。
1980年にシンガポールFAに加入し、1987年にクアラルンプールFAに移籍した。1988年にはこのチームでマレーシアカップを制している。また、1987年から1989年にかけてはチームでプレシーズンにスロバキアに練習を積みに行っていた
1991年にはシンガポールFAに復帰。ファンディ・アマドやアッバス・サード、ヴァラダラジュ・スンドラモールシーらと共に1994年のマレーシアカップ制覇に貢献した。
しかし1995年にはCPIBによって18時間の尋問に合った他、1996年にはスポーツ会社の販売員となった。
その後は、Sリーグのウッドランド・ウェリントンFCにパートのプレイヤーとして所属し、1998年に引退した。

## 代表歴
代表初出場となったのは1980年10月13日のシドニーのクラブとの親善試合であった。121試合目となって代表最終試合となったのは1996年のタイガーカップであった。

## タイトル
シンガポールFA
- マレーシアリーグ: 1994
- マレーシアカップ: 1980, 1994

クアラルンプールFA
- マレーシアカップ: 1987, 1988, 1989